# Climax Entertainment
Pour les articles homonymes, voir Climax.
Pour la société britannique de développement de jeux vidéo, voir Climax Group.
Climax Entertainment (株式会社クライマックス, Kabushiki Gaisha Kuraimakkusu) était une société japonaise de développement de jeux vidéo fondée en avril 1990 par Kan Naito et Shinpei Harada.
Climax fait ses débuts avec l'ère des 16-bit, en développant dans un premier temps des jeux Mega Drive. Durant l'ère des 32-bit, plusieurs membres quittent le studio pour fonder Matrix Software. Le studio a fermé discrètement, sans annonce, en 2014. Le site web est aujourd'hui fermé.

## Jeux développés
- Shining in the Darkness (en collaboration avec Camelot Software Planning) (Mega Drive)
- Shining Force (en collaboration avec Camelot Software Planning) (Mega Drive)
- Landstalker (Mega Drive)
- Lady Stalker (Super Famicom)
- Dark Savior (Saturn)
- Felony 11-79 (Playstation)
- Runabout 2 (en collaboration avec Graphic Research) (Playstation)
- Runabout 3 (Playstation 2)
- Time Stalkers (Dreamcast)
- Super Runabout (Dreamcast)
- Virtua Athlete 2K (en collaboration avec Hitmaker) (Dreamcast)
- Shining Force: Resurrection of the Dark Dragon (Game Boy Advance)
- Key of Heaven (PSP)
- Key of Heaven 2 (PSP)
- Steel Horizon (PSP)
- Dinosaur King (DS)